# Santotís (Burgos)
Santotís es una localidad española, situada en la provincia de Burgos. Se trata de una pedanía del ayuntamiento de Trespaderne, situada en la comarca de Merindades de Castilla. Pertenece al partido judicial de Villarcayo. En el año 2020 contaba con 29 habitantes.
El topónimo Santotís es un hagiotopónimo derivado de «Sanctus Thyrsus», es decir, de San Tirso.
Se encuentra en la ribera del río Jerea, al margen de la carretera autonómica BU-550 que comunica Trespaderne y Bilbao por el puerto de Angulo.

## Localidades limítrofes
Confina con las siguientes localidades:
- Al noreste con Cadiñanos.
- Al este con Bascuñuelos y Virués.
- Al sur con Palazuelos de Cuesta Urria.
- Al suroeste con Trespaderne.
- Al noroeste con Arroyuelo.

## Demografía
Evolución de la población
| Gráfica de evolución demográfica de Santotís entre 2000 y 2017     |
|                                                                    |
| Población de derecho (2000-2017) según el padrón municipal del INE |

## Historia
Así se describe a Santotís en el tomo XIII del Diccionario geográfico-estadístico-histórico de España y sus posesiones de Ultramar, obra impulsada por Pascual Madoz a mediados del siglo XIX:

Lugar en la provincia, audiencia territorial, capitanía general y diócesis de Burgos, partido judicial de Villarcayo, ayuntamiento del Valle de Tobalina. Tiene 20 casas, y una iglesia parroquial (Santiago) servida por un cura párroco; se halla situado en una llanura, con buena ventilación y clima templado y sano. El término confina N Cadiñanos; E Virues; S Trespaderne, y O Arroyuelo. El terreno es de mediana calidad y de secano; le cruzan varios caminos locales. Producciones: cereales y legumbres. Población: 12 vecinos, 44 almas. Capital productivo: 173.100 reales. Imponible: 16.445.
Diccionario geográfico-estadístico-histórico de España y sus posesiones de Ultramar

## Parroquia
Iglesia católica de San Tirso Mártir, dependiente de la parroquia de Trespaderne, en el arciprestazgo de Medina de Pomar del arzobispado de Burgos.